# Tangentiële elasticiteitsmodulus
De tangentiële elasticiteitsmodulus is de richtingscoëfficiënt van de spanning-rekcurve op een welbepaalde spanning of rek. Onder de proportionaliteitsgrens is de tangentiële modulus gelijk aan de Young's modulus. Boven deze grens varieert de tangentiële modulus met de rek. Deze is het beste te bepalen aan de hand van testresultaten. Dit kan onder andere aan de hand van de Ramberg-Osgoodvergelijking, die de Young's modulus lieert aan de tangentiële modulus.
De tangentiële modulus is handig om het gedrag van materialen te beschrijven, die spanningen ondergingen in het elastische gebied. Wanneer een materiaal plastisch vervormd is, is er niet langer een lineair verband tussen spanning en rek, zoals dat wel het geval is bij elastische vervormingen. De tangentiële modulus beschrijft de "verzachting" van het materiaal, die optreedt wanneer het materiaal begint te vloeien. Hoewel het materiaal zachter wordt, kan het nog steeds belastingen opnemen tot het uiteindelijke falen.